# Engleska košarkaška reprezentacija
Engleska košarkaška reprezentacija predstavlja državu Englesku u športu košarci.
Krovna organizacija: Engleski košarkaški savez
Glavni trener: Paul James

## Poznati igrači
- John Amaechi